# Ičiró Suzuki

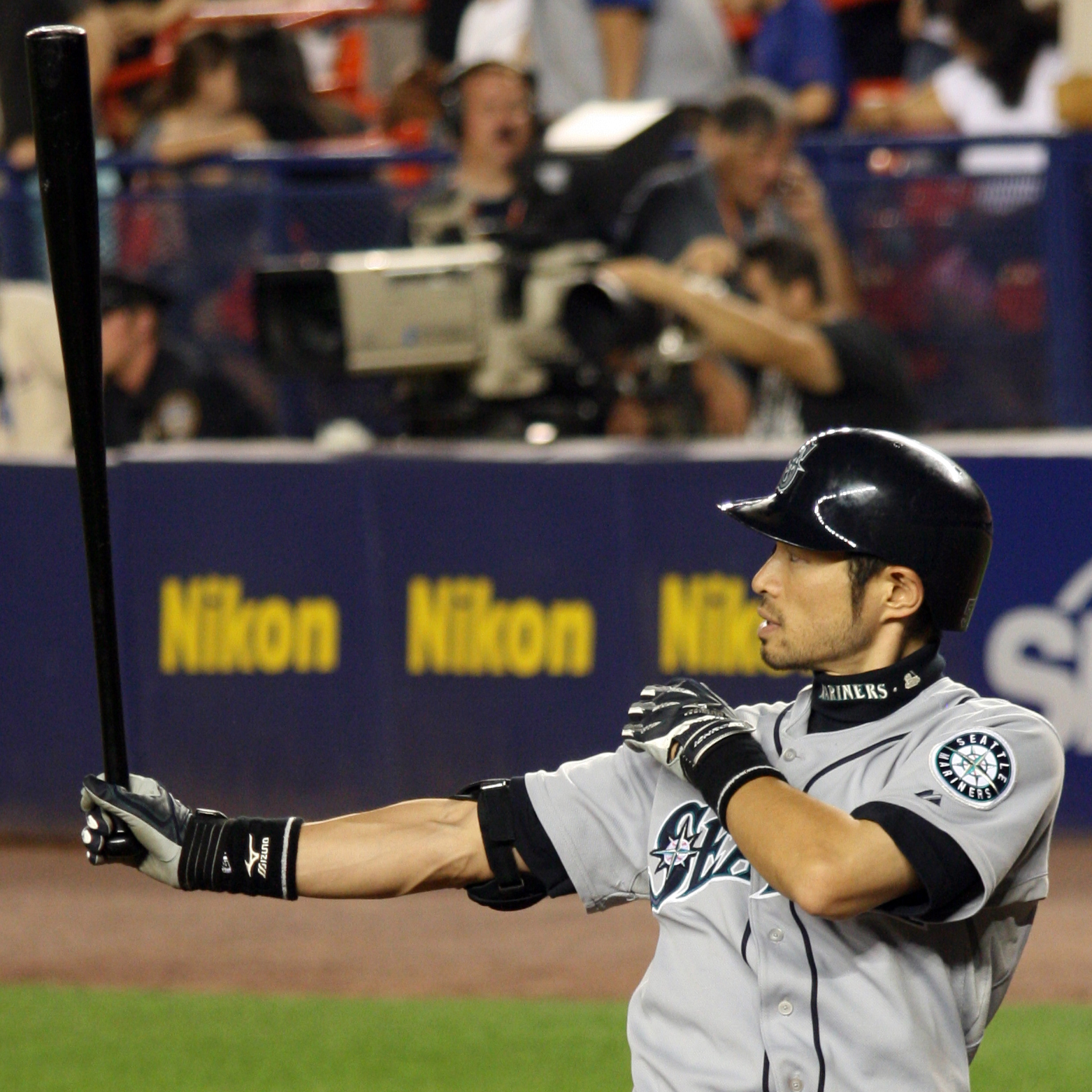
Ičiró Suzuki

Ičiró Suzuki (japonsky 鈴木 一朗) (* 22. října 1973, Tojojama, Prefektura Aiči, Japonsko) je bývalý japonský hráč baseballu, který ve své 28 sezón dlouhé profesionální kariéře nastupoval za Orix BlueWave v japonské NPB (1992–2000) a několik klubů Major League Baseball. Nejdéle hrál za Seattle Mariners (2001–2012 a 2018–2019), se kterými dosáhl svých největších úspěchů a za které nastoupil ke svému poslednímu zápasu během zahájení sezóny v Tokiu.